# Sport Colombia
El Club Sport Colombia es un club de fútbol paraguayo, situado en la ciudad de Fernando de la Mora, colindante con Asunción, que fue fundado el 1 de noviembre de 1924 y actualmente juega en la Primera B.
La Barra Brava del Sport Colombia es llamada "La Barra del Colombia".

## Historia
El 1 de noviembre de 1924, unos entusiastas jóvenes decidieron formar un club deportivo y, por ende, futbolístico, poniéndole el nombre de Sport Colombia en lo que era la zona de Zavala Cué, distrito de la ciudad de San Lorenzo en esos años, hasta que en el año 1939 se separó administrativamente y se constituyó la "Ciudad joven y feliz" de Fernando de la Mora.
Debe su nombre al fuerte apoyo que dio el pueblo y gobierno colombiano al Paraguay durante la Guerra de la Triple Alianza (1865 al ‘70) contra Argentina, Brasil y Uruguay, además de sentir una fuerte afinidad y especial agrado por el fútbol colombiano.
El Sport Colombia iniciaba un largo derrotero futbolístico, esperando bastante tiempo para llegar a Primera División. En el año 1940 lograría su primer título oficial al ganar la Segunda División pero no ascendió porque se había suspendido el ascenso y descenso de los equipos en esos años. Se había repetido la misma historia en 1944 y 1945, es decir, se coronó campeón de la Segunda División pero no ascendió. En la temporada de 1944 el equipo B del club se coronó campeón de la Tercera División. Ganando así la institución los dos torneos de ascenso oficiales en una misma temporada. 
A lo largo de su historia el club transitó de manos de excelentes presidentes y directivos, así como  de futbolistas de renombre.
Entre los presidentes sobresale nítidamente, por su empeño y su amor hacia el club el señor Alfonso Colmán, un iteño de pura cepa, quien había nacido dos años antes de la fundación del club (2 de agosto de 1922) y que con el tiempo empezó a dedicarse plenamente a este, desde el año 1978. Bajo su presidencia el club creció en infraestructura, formó buenos valores y realizó buenas campañas.
Sobresalen futbolistas de distintas épocas, Enrique Hugo de los años 40, Samuel Aguilar, arquero del Mundial 1958 realizado en Suecia, Pedro Sarabia, el Mago Guido Alvarenga, Joaquín Hebert, Néstor Toro Cáceres, Nelson Cuevas, entre otros.
En el año 1950 se consagró de nuevo por cuarta vez en su historia campeón de la Segunda División y esta vez si logró el ascenso a la Primera División. 
En su primera temporada en la máxima categoría del fútbol paraguayo el club logró 11 puntos y al terminar en la última posición del campeonato en la que participaron 11 clubes, volvió a descender a la Segunda División.
En la temporada 2009, tras lograr el subcampeonato de la Segunda División, se clasificó para disputar la promoción de categoría, en la que enfrentó al club 12 de Octubre, equipo con el que igualó en ambos encuentros, por lo que tras definición por penales el club logró su ascenso a la Primera División, tras militar por cinco temporadas en la Segunda División.
En la temporada 2010 compitió en la Primera División, compuesto por 12 clubes. En el Torneo Apertura no tuvo un buen rendimiento y terminó en la penúltima posición. En el Torneo Clausura pese a su mejor campaña al terminar en la séptima posición de la tabla no pudo elevar su bajo promedio por lo que no pudo mantener la categoría y descendió a la Segunda División.
En la temporada 2011 en su retorno a la División Intermedia el club apenas pudo mantener la categoría al terminar en la antepenúltima posición. 
En la temporada 2012 de la División Intermedia terminó en la sexta posición, cumpliendo una campaña regular.
En la temporada 2013 de la División Intermedia terminó en la quinta posición, cumpliendo su mejor campaña desde su regreso a esta división.
En la temporada 2014 de la División Intermedia terminó en la octava posición.

### Crisis Institucional
En la temporada 2015 en pleno cargo fallece el señor Hugo Galeano, presidente del club y que además formaba parte del Comité Ejecutivo de la Asociación Paraguaya de Fútbol, tras este luctuoso hecho, se inició una crisis dirigencial que afectó negativamente a la campaña del equipo que terminó en la decimotercera posición.
En la temporada 2016 el club seguía inmerso en su crisis dirigencial, que desencadenó en una mala campaña del equipo, por lo que en la antepenúltima fecha del campeonato, por su bajo promedio, quedó condenado al descenso a la Tercera División.
En la temporada 2018 el club inmerso en su crisis dirigencial no fue admitido por la Asociación Paraguaya de Fútbol en el campeonato de la Primera División B (Tercera División). En el 2019 de nuevo quedó sin competencia oficial, pero de sus dirigentes se está reorganizando de forma a volver para 2020 a las competencias de la APF, en cuyo caso deberá empezar desde la Cuarta División.
En el año 2020, el Toro fernandino volverá a las competiciones de la APF, jugando en el torneo de la Primera C ese año, luego de dos años sin competir por problemas dirigenciales.

### Regreso a las competiciones de la APF
En el año 2021 el Toro Fernandino volvió a las competencias de la APF, más específicamente en la Cuarta División. El equipo tuvo una muy buena campaña quedando en la posición número 4 del torneo, a solo 6 puntos del ascenso.

### Compra del club
En 2025, el club es gerenciado por los hermanos futbolistas Ángel y Óscar Romero.

## Estadio
Sus juegos de local los realiza en el estadio Alfonso Colmán, el cual fue inaugurado en 1987 y tiene una capacidad para 7.000 espectadores.

## Jugadores

### Plantilla 2022
- Actualizado Agosto 1988'

### Jugadores destacados
- Nelson Cuevas (1997)
- Paulo da Silva (1997)
- Marcelo Estigarribia (2005–2006)
- Víctor Ayala (2004)
- Ángel Romero (2001-2005)
- Óscar Romero (2001-2007)
- Hugo Ernesto Centurión Aquino (1985)

## Datos del club
- Temporadas en Primera División: 16 (1951, 1986-1991, 1993, 1994, 1995, 1996, 1997, 2002, 2003, 2004 y 2010)
- Temporadas en Desafiliación: 2

(2018, 2019).

## Palmarés

### Torneos nacionales
- Segunda División (6): 1940, 1944, 1945, 1950, 1985, 1992.
- Tercera División (3): 1944,[16] 1969, 2007.